# I-LAND
《I-LAND》(아이랜드)는 CJ E&M이 기획하고 HYBE가 주최한 대한민국의 아이돌 리얼리티 서바이벌 프로그램이다. 2020년 6월 26일부터 2020년 9월 18일까지 방영되었다. 최종 생방송을 통해 1위부터 7위까지 7명의 멤버 정원, 제이, 제이크, 니키, 희승, 성훈, 선우가 ENHYPEN(엔하이픈)으로 데뷔하는 것이 확정되었다.

## 출연자
- MC: 남궁민
- 프로듀서: 방시혁, 비, 지코, 손성득, 두부, 윈더키드
- 방탄소년단
- 세븐틴

## 참가자
| 이름                                         | 국적           | 나이           | 준비 기간  | 특이 사항                                                                             |
| 데뷔 확정                                    | 데뷔 확정      | 데뷔 확정      | 데뷔 확정  | 데뷔 확정                                                                             |
| -------------------------------------------- | -------------- | -------------- | ---------- | ------------------------------------------------------------------------------------- |
| 김선우                                       | 대한민국       | 18세 (만 17세) | 10개월     | 수술을 해서 I-LAND에 못 나올뻔 했었다                                                 |
| 니키 (본명: 니시무라 리키)                   | 일본           | 16세 (만 14세) | 8개월      | 5살 때부터 춤시작                                                                     |
| 박성훈                                       | 대한민국       | 19세 (만 17세) | 2년 1개월  | 피겨 선수출신                                                                         |
| 양정원                                       | 대한민국       | 17세 (만 16세) | 1년 4개월  | 4년간 태권도 했었음, 3년 동안 SM 연습생이었음                                         |
| 이희승                                       | 대한민국       | 20세 (만 18세) | 3년 1개월  |                                                                                       |
| 제이 (본명: 박종성)                          | 대한민국, 미국 | 19세 (만 18세) | 2년 11개월 | SM 출신                                                                               |
| 제이크 (본명: 심재윤)                        | 대한민국, 호주 | 19세 (만 17세) | 9개월      |                                                                                       |
| 파이널 탈락                                  |                |                |            |                                                                                       |
| 다니엘 (본명: 김동규)                        | 미국, 대한민국 | 15세 (만 14세) | 1년        | 최연소 지원자, YG 최종합격                                                            |
| 케이                                         | 일본           | 24세 (만 22세) | 2년 8개월  | 마라톤 선수 출신                                                                      |
| Part 2 탈락                                  |                |                |            |                                                                                       |
| 이건우                                       | 대한민국       | 20세 (만 19세) | 1년 4개월  | 검정고시 패스                                                                         |
| 타키                                         | 일본           | 16세 (만 15세) | 10개월     | 락킹 3년                                                                              |
| 한빈 (본명: Ngô Ngọc Hưng,응오응옥흥,오옥흥) | 베트남         | 23세 (만 22세) | 11개월     | 베트남댄스팀리더                                                                      |
| Part 1 탈락                                  |                |                |            |                                                                                       |
| 김윤원 (ARON)                                | 대한민국       | 16세 (만 15세) | 1년 1개월  | 다리부상                                                                              |
| 김태용                                       | 대한민국       | 17세 (만 15세) | 1년 2개월  | 8년간 아역배우, 쌍둥이(김태원)                                                        |
| 노성철                                       | 대한민국       | 18세 (만 16세) | 8개월      | 축구선수 출신                                                                         |
| 니콜라스                                     | 대만           | 19세 (만 18세) | 8개월      | 비보잉 가능,엑소 커버댄스팀 JJEXO 출신,대만 예술고 공연예술과 출신,배드민턴 선수 출신 |
| 변의주                                       | 대한민국       | 19세 (만 18세) | 1년 6개월  | 펜싱했었음                                                                            |
| 이영빈                                       | 대한민국       | 20세 (만 18세) | 4개월      | 7년간 농구선수                                                                        |
| 정재범                                       | 대한민국       | 20세           | 6개월      | 작사작곡가능                                                                          |
| 조경민                                       | 대한민국       | 17세 (만 15세) | 1년 11개월 | 무용전공                                                                              |
| 최재호                                       | 대한민국       | 20세 (만 19세) | 1년 5개월  | TO BE WORLD KLASS 참가                                                                |
| 추지민                                       | 대한민국       | 20세 (만 18세) | 11개월     | 밴드 활동                                                                             |
| 최세온                                       | 대한민국       | 22세 (만 20세) | 4년 10개월 | 프로듀스 101 시즌 2 참가, 로엔, 위에화 출신                                           |

## 음반
| 순서 | 정보                                                                                 | 트랙 리스트             |
| ---- | ------------------------------------------------------------------------------------ | ----------------------- |
| 1    | I-LAND Part 1 Signal Song - 발매일: 2020년 6월 19일 - 가수: 아이유                   | 1. Into the I-LAND      |
| 2    | I-LAND Part 1 Signal Song (applicants ver.) - 발매일: 2020년 6월 26일 - 가수: I-LAND | 1. Into the I-LAND      |
| 3    | I-LAND Part 1 Final Song - 발매일: 2020년 8월 1일 - 가수: I-LAND                     | 1. I&credible           |
| 4    | I-LAND Part 2 Final Song - 발매일: 2020년 9월 19일 - 가수: I-LAND                    | 1. Calling (Run To You) |

## 사건 및 사고
- 2020년 6월, 촬영 중 스태프가 무대에서 낙상하고 출연자 한 명이 팔이 골절되는 사고가 있었다.[2]

## 동일 소재 프로그램
- 아이돌 학교
- 소년24

## 같이 보기
- ENHYPEN
- 엠넷
- HYBE
- CJ E&M